# Alice Mary Smith
Pour les articles homonymes, voir Smith.
Alice Mary Smith, née le 19 mai 1839 à Londres et morte le 4 décembre 1884 dans la même ville, est une compositrice britannique. Elle est la première Britannique à avoir composé une symphonie.

## Biographie
Alice Mary Smith est née à Londres, troisième enfant d'une famille aisée. Dès son plus jeune âge, elle montre des aptitudes pour la musique et suit des cours privés avec William Sterndale Bennett et George Alexander Macfarren. Elle publie sa première chanson en 1857. En novembre 1867, année de son mariage avec un avocat, Frederick Meadows White, elle est élue associée professionnelle de la Royal Philharmonic Society.
En 1884, elle est élue membre honoraire de la Royal Academy of Music. La même année, après une période de maladie au cours de laquelle elle s'est rendue à l'étranger pour tenter de se rétablir, elle meurt de la fièvre typhoïde à Londres.

## Œuvres
Alice Mary Smith est une compositrice prolifique d'œuvres à grande et à petite échelle. Parmi ses compositions figurent quatre quatuors pour piano, trois quatuors à cordes, une sonate pour clarinette (1870), six ouvertures de concert et deux symphonies. Sa première symphonie en ut mineur a été écrite à 24 ans et interprétée par la Musical Society of London en 1863 ; la seconde, en la mineur, a été écrite pour le concours Alexandra Palace de 1876, doté de prix de 5 et 20 livres et dont les jurés sont Macfarren et le violoniste Joseph Joachim, mais n’a jamais été présentée. Smith a composé deux grandes œuvres chorales avec des solistes : une opérette, Gisela of Rüdesheim, interprétée en 1865 par la Fitzwilliam Music Society, à Cambridge, et The Masque of Pandora (1875), pour laquelle l'orchestration ne fut jamais achevée.
En 1880, elle se consacra à l’écriture de grandes cantates, toutes publiées par Novello and Co. Il s'agissait notamment de Ode to the North-East Wind pour chœur et orchestre, Ode to The Passions (1882), sa plus longue œuvre, jouée au Hereford Festival cette année-là, et deux cantates pour voix masculines au cours des deux dernières années de sa vie. The Valley of Remorse, un recueil de poèmes de L. S. Bevington (en) pour chœurs, solistes et orchestre, est restée incomplète à sa mort et est perdue. Parmi ses quarante chansons, son œuvre la plus populaire était le duo vocal Maying.
Les manuscrits de Smith sont conservés à la bibliothèque de la Royal Academy of Music. Deux symphonies et deux ouvertures sont publiées par AR Editions. La symphonie en la mineur, la symphonie en ut mineur et l’andante pour clarinette et orchestre ont été enregistrés par Howard Shelley et les London Mozart Players sur le label Chandos.
Selon une notice nécrologique parue dans The Athenaeum du 13 décembre 1884 : « Sa musique est empreinte d'élégance et de grâce ... de puissance et d'énergie. Ses formes étaient toujours claires et ses idées libres de toute excentricité ; ses sympathies étaient manifestement plus avec le classique qu'avec l'école romantique. »
Symphonies
- Symphonie en la mineur (1863)
- Symphonie en ut mineur (1877)

Ouvertures de concert
- Endymion (1864)
- Lala Rookh (1865)
- Jason or The Argonauts and the Sirens (1872), Vivien

Concertos
- Concerto pour clarinette et orchestre (1872)
- Andante pour clarinette et orchestre (1873)
- Introduction et Allegro pour piano et orchestre (1865)

Cantates
- Gisela of Rüdesheim, opérette (1865)
- The Masque of Pandora, orchestration inachevée (1865)
- Ode to the Northeast Wind (1878)
- Ode to the Passions (1882)
- Song of the little Baltung (1883)
- The Red King (1884)
- The Valley of Remorse, incomplet (1884)

Musique de chambre
- 4 quatuors pour piano et cordes (si bémol majeur 1861, mi majeur 1863, ré majeur 1864, sol mineur 1867)
- 3 quatuors à cordes (ré majeur 1862, la mineur 1870 et Jubal Cain)
- Trio pour piano, violon, violoncelle en sol majeur (1872)
- Mélodie et Scherzo pour violoncelle et piano (1869)
- Sonate pour clarinette et piano en la majeur (1870)

Piano
- Fugue à 3 voix (1861)
- Fugue à 2 voix (1861)
- Vale of Tempe (1862)
- Impromptu (1869)
- Petites pièces (1873)
- Quadrille La Fleur de Lys

Œuvres vocales
Des chœurs et autres œuvres vocales, dont le duet Maying 1870, et l'anthem Who so hath this World's Goods pour chœur mixte et orgue

## Discographie
- un CD Chandos : Symphony in A minor - Andante for Clarinet and Orchestra* - Symphony in C minor, London Mozart Players, Angela Malsbury, clarinette*, dir. Howard Shelley (2005, enregistré en 2004).

## Sources
- Rosemary Williamson, Smith [White; Meadows White], Alice Mary, in Grove Dictionary of Music and Musicians, ed. L. Macy, <http://www.grovemusic.com>
- J. C. Hadden, White, Alice Mary Meadows (1839-1884), rev. David J. Golby, Dictionary of National Biography, Oxford University Press, 2004.
- Ian Graham-Jones, The Life and Music of Alice Mary Smith (1839-1884), A Woman Composer of the Victoria Era, Edwin Mellen Press, 2010.